# NGC 1697
NGC 1697 is een open sterrenhoop in het sterrenbeeld Goudvis. Het hemelobject werd op 2 november 1834 ontdekt door de Britse astronoom John Herschel.

## Synoniemen
- ESO 56-SC5